# 七龙珠Z 超武斗传
《七龙珠Z 超武斗传》是一款由万代公司制作于1993年3月20日在超级任天堂发行的对战型格斗类游戏，首次加入配音。
游戏的系统类似《街头霸王II》的一对一格斗。玩家可以在空中飞翔，也可以发气功波。
游戏在发行后的三个月内共售出130万份。